# Carlos Carsolio
Carlos Carsolio (* 4. října 1962 Ciudad de México) je mexický horolezec. V roce 1996 se stal čtvrtým člověkem, prvním Neevropanem, prvním Severoameričanem a prvním Mexičanem, který dosáhl všech vrcholů vyšších než 8000 metrů. Při posledním výstupu mu bylo pouhých 33 let, což je světový rekord, protože nikdo mladší zatím nedokázal vylézt na všechny osmitisícovky. Jeden výstup uskutečnil za pomoci umělého kyslíku. V Himálaji působí od roku 1985. Založil firmu „Carsolio”, která se zabývá výrobou horolezeckého vybavení a v Latinské Americe je velmi úspěšná. V současnosti žije v městečku Valle de Bravo a pracuje také jako horský vůdce a učitel paraglidingu. Carsolio je ženatý s první mexickou
pokořitelkou Mount Everestu Elsou Avilaovou se kterou má dvě děti Karinu a Santiaga.

## Život v mládí
Carsolio se narodil v roce 1962 ve městě Mexico City. Je nejstarší ze sedmi sourozenců. První úspěšné výstupy uskutečnil na mexických sopkách Iztaccíhuatl, Popocatépetl a Pico de Orizaba. Ve svých 22 letech dosáhl nejvyššího vrcholu Jižní Ameriky Aconcaguy.

## Osmitisícovky
Carsoliovou první osmitisícovkou se stal Nanga Parbat na nějž vystoupil v roce 1985 s Jerzy Kukuczkou. O dva roky později vystoupal na Šiša Pangmu s polkou Wandou Rutkiewiczovou. Roku 1989 vylezl na Mount Everest jako první Mexičan, při sestupu se ovšem zabilo 8 šerpů z jeho expedice. Při další expedici o tři roky později vystoupil sólově na Kančendžengu a byl posledním, který viděl živou Wandou Rutkiewiczovou, která se ve výšce asi 8200 metrů ztratila a zemřela. O další rok později vystoupal na K2. A v roce 1994 dokázal vystoupil na vrchol Čo Oju a sestoupit zpět do základního tábora během 19 hodin. Tento styl zopakoval i na Lhoce, kde k výstupu i sestupu potřeboval 24 hodin. Ještě během roku 1994 dokázal vylézt i Broad Peak – novou cestou a sólo výstupem. Roku 1995 pak zdolal hned 4 osmitisícovky a tu poslední Manáslu pak o rok později alpským stylem. Carsolio uskutečnil na osmitisícovkách celkem 6 sólo výstupů, 2 výstupy během jediného dne a tři výstupy novými trasami. Většinu hor zdolal bez použití lan nebo umělého kyslíku.

## Úspěšné výstupy na osmitisícovky
- 1985 Nanga Parbat (8125 m)
- 1987 Šiša Pangma (8013 m)
- 1988 Makalu (8465 m)
- 1989 Mount Everest (8849 m)
- 1992 Kančendženga (8586 m)
- 1993 K2 (8611 m)
- 1994 Čo Oju (8201 m)
- 1994 Lhoce (8516 m)
- 1994 Broad Peak (8047 m)
- 1995 Annapurna (8091 m)
- 1995 Dhaulágirí (8167 m)
- 1995 Gašerbrum II (8035 m)
- 1995 Gašerbrum I (8068 m)
- 1996 Manáslu (8163 m)

## Další úspěšné výstupy
- 1984 Aconcagua (6961 m)
- 1990 Cerro Torre (3133 m)